# 거연한간
거연한간(居延漢簡)은 1930∼1931년 스웨덴 서북과학조사단(단장 S.헤딘)의 베르그먼이 중국 간쑤성(甘肅省) 북부의 에티나 하천 유역에서 발견된 약 1만 편(片)의 한(漢)나라 때 목간(木簡)이다. 23 cm×1 cm 정도 크기이고, 글자는 아름다운 한예체(漢隸體)이다.